# Jeremih
Jeremih, pseudonimo di Jeremy Phillip Felton (Chicago, 17 luglio 1987), è un cantante, rapper e produttore discografico statunitense.
Nuovo artista della Def Jam, è salito alla ribalta nel 2009 con il suo singolo di debutto Birthday Sex, che ha raggiunto la 4ª posizione di Billboard Hot 100. Il suo primo album, Jeremih, ha debuttato alla 6ª posizione di Billboard 200, vendendo 59 000 copie alla prima settimana dalla pubblicazione.

## Biografia
Jeremih Felton è nato e cresciuto a Chicago, Illinois. Nato in una famiglia legata alla musica, ha iniziato a suonare strumenti all'età di tre anni, imparando poi a suonare la batteria, il pianoforte ed il sassofono. Jeremih ha frequentato la Morgan Park High School, dove ha fatto parte di una marching band e di una band latin jazz, dove ha imparato a suonare strumenti a percussione come le congas ed il timbales. Si è diplomato all'età di sedici anni e si è iscritto all'Università dell'Illinois per intraprendere una carriera da ingegnere. Dopo essersi esibito in un tributo a Stevie Wonder in un talent show, ha ricevuto vari apprezzamenti riguardo alle sue abilità vocali, fatto che ha notato anche lui stesso. Successivamente ha frequentato la Columbia College Chicago.

## Carriera

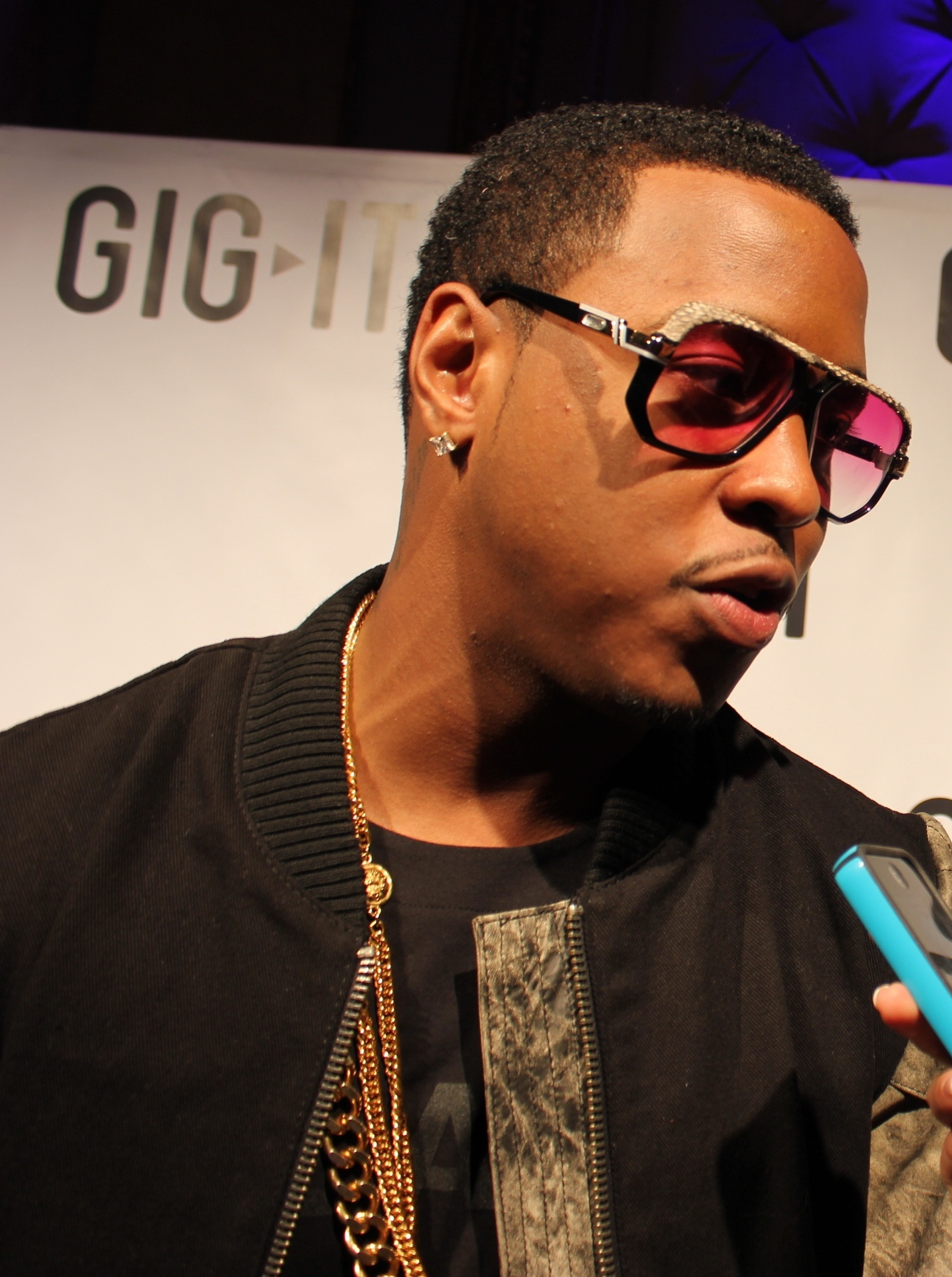
Jeremih nel 2012

### 2009:Jeremih
Durante il periodo al Columbia College di Chicago, Jeremih ha collaborato con il produttore musicale Mick Schultz. Insieme, hanno registrato un brano intitolato My Ride. In seguito Felton ha ricevuto la guida di suo cugino Willie Taylor, membro del gruppo Day26 divenuto famoso grazie al programma televisivo Making The Band 4 di Diddy. Nel febbraio 2009 Jeremih ha incontrato il direttore della Island Def Jam L. A. Reid ed il vice presidente esecutivo della A&R Karen Kwak. Dopo essersi esibito per i due, lo stesso giorno ha firmato ufficialmente per la Def Jam Recordings.
Poco tempo dopo il giovane artista ha deciso di pubblicare il suo singolo di debutto, Birthday Sex, che ha raggiunto la 4ª posizione di Billboard Hot 100 riscuotendo un buon successo. Il suo omonimo album di debutto, Jeremih, è invece uscito nel giugno 2009 sotto la Def Jam; ha debuttato alla 6ª posizione di Billboard 200 e ha venduto 59,000 copie nella prima settimana dalla pubblicazione. Per promuovere il disco, Jeremih ha preso parte all'America's Most Wanted Tour, assieme a Lil Wayne, Young Jeezy e Soulja Boy Tell 'Em. Il secondo singolo estratto da Jeremih, "Imma Star (Everywhere We Are)", ha raggiunto la 51 posizione della classifica di Billboard Hot 100.
Nell'agosto 2009, Jeremih è stato scelto da Ron Huberman e dal sindaco Richard Daley della Chicago Public Schools (CPS) per incoraggiare i bambini a tornare a scuola. Alcuni attivisti hanno protestato e chiesto al CPS di annullare la loro decisione, affermando che la musica Jeremih non era "appropriata per gli studenti" e che "promuoveva il sesso fra adolescenti". Huberman ha sostenuto che i funzionari della scuola sarebbero stati ingenui a pretendere gli studenti non ascoltassero già la musica di Felton. Secondo Daley, inoltre, nelle loro registrazioni gli artisti hanno la libertà di parola, sostenendo poi che Jeremih era "un uomo giovane, un giovane che ha avuto grande successo nella registrazione, produzione di musica, e come alunno di una scuola pubblica". Nel settembre 2009 Jeremih si è esibito nella soap opera della ABC Daytime One Life to Live, assieme al celebre artista Lionel Richie. I due hanno cantato assieme Just Go, brano tratto dall'omonimo disco di Richie.

### 2010-2016:All About You, Late Nights
Il 1º giugno 2010, Jeremih annunciò il suo secondo album All About You e pubblicò singolo I Like It feat. Ludacris. Venne successivamente lanciato il secondo singolo Down On Me feat. 50 Cent, che ottiene un grande successo raggiungendo la vetta della classifica R&B di Billboard. L'album venne pubblicato il 28 settembre 2010. Durante l'anno successivo collaborò invece con Wale e Rick Ross nel brano That Way. Sempre nel 2011 annunciò la pubblicazione di un terzo album previsto per il 2012: il progetto avrebbe dovuto intitolarsi Thumpy Johnson ed essere pubblicato nel 2012, tuttavia al suo posto è stato successivamente pubblicato il mixtape Late Nights with Jeremih. Nel 2013 l'artista ripubblicò il brano All The Time, originariamente incluso nel mixtape, in una single version in collaborazione con Lil Wayne.
Nel 2014 pubblicò l'EP No More in collaborazione con Shlohmo. Sempre nel 2014 collaborò con Natalie La Rose nel brano Somebody, che ottenne un grande successo nel mercato statunitense. Successivamente, l'artista pubblicò svariati singoli (Don't Tell Em con YG nel 2014, tutti i successivi nel corso del 2015) arrivando infine a pubblicare l'album Late Nights: The Album a fine 2015. Nel corso del 2016, l'artista promosse il disco portando avanti un tour da headliner, il Late Nights Uncut Tour. A ciò fece seguito un tour in compagnia di PartyNextDoor, dal quale l'artista fu rimosso in seguito ad alcune polemiche secondo le quali avrebbe mandato una controfigura al suo posto in alcune date. Sempre nel 2016 collaborò con DJ Khaled, Nicki Minaj, Chris Brown, August Alsina, Future e Rick Ross nel brano Do You Mind, che viene certificato 2 volte platino in USA.

### 2017-presente: The Light, collaborazioni
Nel 2017 incise il brano Don't Get Much Better assieme a Ty Dolla Sign e Sage The Gemini per il film Fast & Furious 8. Sempre nel 2017 collaborò con Chris Brown e Big Sean nel singolo I Think Of You.

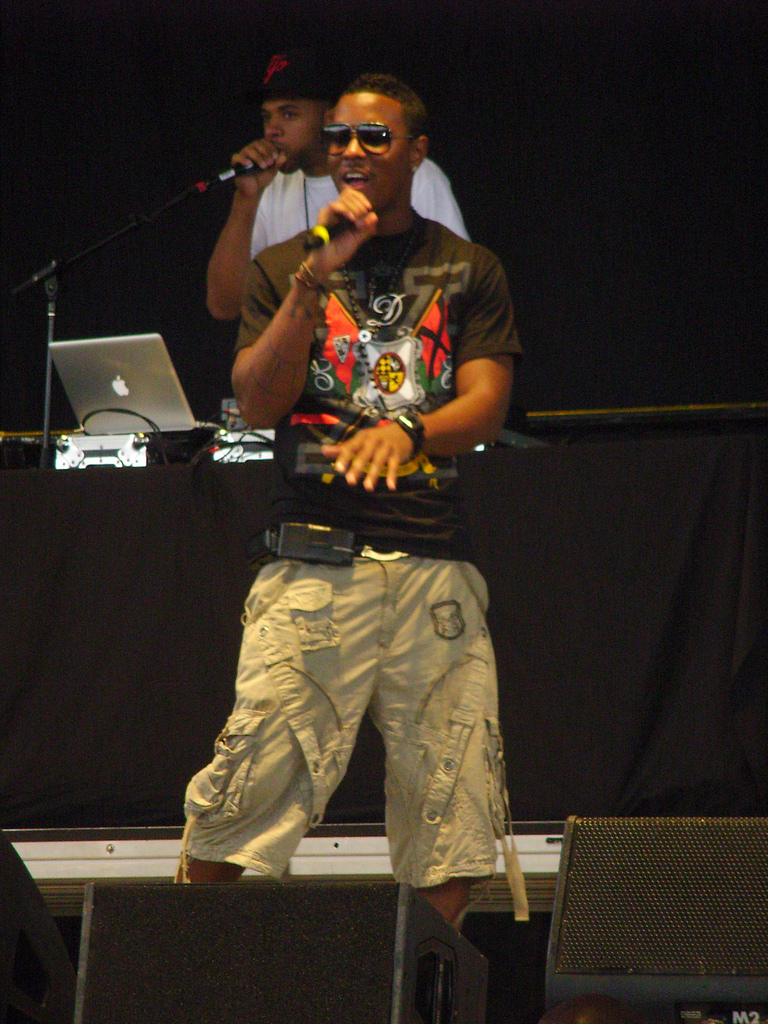
Jeremih nell'agosto 2009

L'8 giugno 2018, Jeremih pubblicò The Light come singolo principale del loro album di collaborazione MihTy con Ty Dolla Sign, uscito il 26 ottobre di quell'anno. Nel 2019 collaborò con Chantal Jeffries nel brano Chase The Summer e con Faboulous e Davido nel brano Choosy, mentre durante il 2020 ha pubblicato un elevato numero di singoli e collaborazioni, tra cui U 2 Luv con Ne-Yo e Lovelife con Benny Benassi.

## Vita privata
Nel novembre 2020, Jeremih è stato ricoverato in rianimazione dopo aver contratto la malattia da COVID-19. Nella prima settimana del dicembre 2020 l'artista ha tuttavia annunciato di essere stato dimesso dall'ospedale.

## Stile musicale e influenze
Jeremih ha citato Michael Jackson, Stevie Wonder e R. Kelly come le sue maggiori influenze. Ha descritto la loro musica come "senza tempo", definendoli "veri musicisti-artisti". Ha ricevuto paragoni con The-Dream, R. Kelly e Stevie Wonder.

## Controversie
Nel dicembre 2016, a Houston, in Texas, Jeremih avrebbe presumibilmente usato una controfigura per esibirsi al PartyNextDoor Summer's Over Tour. A causa di ciò, l'artista è stato sollevato dall'incarico di opener.

## Discografia

### Album in studio
- 2009 – Jeremih
- 2010 – All About You
- 2015 – Late Nights: The Album
- 2018 – MihTy (con Ty Dolla $ign)

### Mixtape
- 2012 – Late Nights with Jeremih
- 2014 – N.O.M.A. (Not On My Album)
- 2016 – Late Nights: Europe
- 2016 – Merry Christmas Lil' Mama (con Chance the Rapper)

### EP
- 2014 – No More (con Shlohmo)
- 2017 – Cinco De MihYo
- 2018 – The Chocolate Box

### Singoli

#### Come artista principale
- 2009 – Birthday Sex
- 2009 – Imma Star (Everywhere We Are)
- 2010 – I Like (feat. Ludacris)
- 2010 – Down On Me (feat. 50 Cent)
- 2013 – All the Time (feat. Lil Wayne e Natasha Mosley)
- 2014 – Don't Tell 'Em (feat. YG)
- 2015 – Planez (feat. J. Cole)
- 2015 – Tonight Belongs to U! (feat. Flo Rida)
- 2015 – Oui
- 2016 – Pass Dat
- 2016 – London (feat. Stefflon Don e Krept x Konan)
- 2017 – I Think of You (feat. Chris Brown e Big Sean)
- 2017 – Physical (con Mally Mall e E-40)
- 2018 – What You Think (con Zaytoven e Ty Dolla Sign feat. OJ da Juiceman)
- 2018 – The Light (con Ty Dolla Sign)
- 2020 – U 2 Luv (con Ne-Yo)
- 2020 – Follow (con Kito e Zhu)

#### Come artista ospite
- 2009 – My Time (Fabolous feat. Jeremih)
- 2010 – Party After 2 (Sheek Louch feat. Jeremih)
- 2011 – I Don't Deserve You (Lloyd Banks feat. Jeremih)
- 2011 – That Way (Wale feat. Jeremih e Rick Ross)
- 2011 – Just (The Tip) (Plies feat. Jeremih e Ludacris)
- 2011 – Do It Like You (Diggy feat. Jeremih)
- 2012 – Ride Like That (Travis Porter feat. Jeremih)
- 2012 – My Moment (DJ Drama feat. Meek Mill, 2 Chainz e Jeremih)
- 2012 – All That (Lady) (The Game feat. Lil Wayne, Big Sean, Fabolous e Jeremih)
- 2013 – Crickets (Drop City Yacht Club feat. Jeremih)
- 2013 – Nasty Girl (Jim Jones feat. Jeremih e DJ Spinking)
- 2014 – Party Girls (Ludacris feat. Wiz Khalifa, Jeremih e Cashmere Cat)
- 2014 – Hold You Down (DJ Khaled feat. Chris Brown, August Alsina, Future e Jeremih)
- 2014 – Adult Swim (DJ Spinking feat. Tyga, Velous e Jeremih)
- 2014 – The Body (Wale feat. Jeremih)
- 2014 – Bad Bitch (French Montana feat. Jeremih)
- 2015 – Somebody (Natalie La Rose feat. Jeremih)
- 2015 – Get You Alone (Maejor feat. Jeremih)
- 2015 – My Jam (Bobby Brackins feat. Zendaya e Jeremih)
- 2015 – Like Me (Lil Durk feat. Jeremih)
- 2015 – Making Me Proud (Red Café feat. Jeremih e Rick Ross)
- 2015 – Get Low (50 Cent feat. Jeremih, T.I. and 2 Chainz)
- 2015 – Freak of the Week (Krept & Konan feat. Jeremih)
- 2015 – The Fix (Nelly feat. Jeremih)
- 2015 – You Mine (DJ Khaled feat. Trey Songz, Jeremih e Future)
- 2015 – Switch Up (R. Kelly feat. Lil Wayne e Jeremih)
- 2015 – Somewhere in Paradise (Chance the Rapper feat. Jeremih e R. Kelly)
- 2016 – Body (Dreezy feat. Jeremih)
- 2016 – What a Night (Kat DeLuna feat. Jeremih)
- 2016 – Enemiez (Keke Palmer feat. Jeremih)
- 2016 – Nasty (Kid Ink feat. Jeremih e Spice)
- 2016 – Saw It Coming (G-Eazy feat. Jeremih)
- 2016 – All Eyez (The Game feat. Jeremih)
- 2016 – Point Seen Money Gone (Snoop Dogg feat. Jeremih)
- 2016 – Do You Mind (DJ Khaled feat. Nicki Minaj, Chris Brown, August Alsina, Jeremih, Future e Rick Ross)
- 2016 – Don't Hurt Me (DJ Mustard feat. Nicki Minaj e Jeremih)
- 2016 – Like Dat (PartyNextDoor feat. Jeremih e Lil Wayne)
- 2016 – If I Was Your Man (Nick Cannon featuring Jeremih)
- 2016 – Summer Friends (Chance the Rapper feat. Jeremih e Francis and the Lights)
- 2016 – Living Single (Big Sean feat. Chance the Rapper e Jeremih)
- 2017 – The Half (DJ Snake feat. Jeremih, Young Thug e Swizz Beatz)
- 2017 – Back for More (Justine Skye feat. Jeremih)
- 2017 – 9:15PM (The Cool Kids feat. Jeremih)
- 2018 – Neither Do I (Stwo feat. Jeremih)
- 2018 – Womp Womp (Valee feat. Jeremih)
- 2019 – You Stay (DJ Khaled feat. Meek Mill, J Balvin, Lil Baby e Jeremih)
- 2019 – On Chill (Wale feat. Jeremih)
- 2019 – Chase the Summer (Chantel Jeffries feat. Jeremih)
- 2019 – Close Up (Blueface feat. Jeremih)
- 2019 – Choosy (Fabolous feat. Jeremih e Davido)
- 2020 – Baby Girl (Bryce Vine feat. Jeremih)
- 2020 – Cloud 9 (Afrojack e Chico Rose feat. Jeremih)
- 2020 – Are U Live (Chance The Rapper feat. Jeremih & Valee)

### Brani musicali scritti
Di seguito sono riportati i brani scritti e co-scritti da Jeremih per altri artisti.
- 2013 — Cassie – The Sound of Love, I Love It, Do My Dance, All My Love (in RockaByeBaby)[28]
- 2013 — Miley Cyrus – My Darlin'  (in Bangerz)[29]
- 2014 — Kid Ink – Show Me e Main Chick (in My Own Lane)[30]
- 2014 — Rae Sremmurd – Throw Sum Mo (in SremmLife)[31]
- 2016 — Rihanna – Woo (in Anti)[32]
- 2016 — Ariana Grande – Let Me Love You (in Dangerous Woman)[33]
- 2016 — K. Michelle – Ain’t You (in More Issues Than Vogue)[34]
- 2017 — Cashmere Cat feat. Ariana Grande – Adore (in 9)[35]
- 2017 — Keyshia Cole – Vault (in 11:11 Reset)[36]
- 2017 — French Montana – White Dress (in Jungle Rules)
- 2018 — Tinashe – No Contest (in Joyride)[37]
- 2018 — G-Eazy – 1942 (in The Vault)[38]
- 2020 — Toni Braxton feat. H.E.R. – Gotta Move On (in Spell My Name)[39]